# Sénaillac-Latronquière
Sénaillac-Latronquière é uma comuna francesa na região administrativa de Occitânia, no departamento de Lot. Estende-se por uma área de 11,26 km². Em 2010 a comuna tinha 140 habitantes (densidade: 12,4 hab./km²).